# Rindr
Rindr of Rind is in de Noordse mythologie als Asin opgenomen omdat Odin bij haar een kind had, de zoon Váli. Zij is oorspronkelijk een reuzin, maar wordt ook weleens gezien als een menselijke prinses uit het oosten (ergens in het tegenwoordige Rusland).
Het geschrift Gesta Danorum geeft een versie die afwijkt van de Edda. Daar wordt zij Rinda genoemd en was de dochter van de Koning der Rutheniërs. Na de dood van Baldr ging Odin te rade bij zieners omtrent mogelijke wraakneming. Op hun advies ging Odin toen naar de Rutheniërs, vermomd als krijger onder de naam Roster. Daar werd hij tweemaal afgewezen door Rinda. Toen vermomde hij zich als medicijnvrouw met de naam Wecha. Toen Rinda later ziek werd, zei Wecha het juiste medicijn te hebben, maar vertelde erbij dat dit een felle reactie zou opwekken. Op aanraden van Odin bond de koning Rinda op haar bed, waarna Odin haar verkrachtte. Daaruit kwam Bous voort, een andere naam voor Váli. Deze knaap zou later Baldr wreken.